# Leblebi

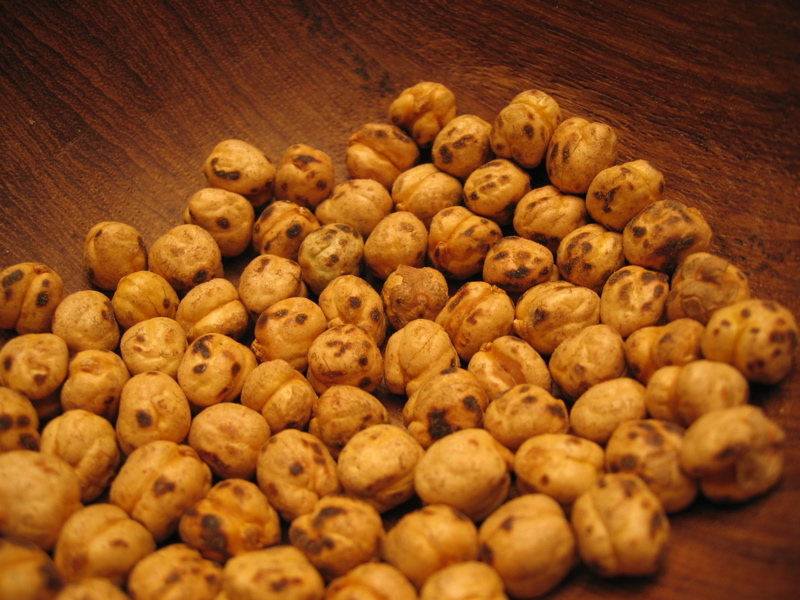
Leblebi

Leblebi este o gustare din bucătăria turcească, care constă din năut prăjit. 
Leblebi este o specialitate din provincia turcă Çorum, populară în întreaga Turcie și  apreciată foarte mult ca gustare. Pe lângă leblebi normal, fără condimente, există, de asemenea, leblebi cu sare, condimente iuți sau cuișoare și zahăr. Pentru copii este foarte popular leblebi cu glazură. 
Boabele de năut sunt prăjite încet, la flacără cu gaz, pe o tavă specială de metal. Pentru o prăjire uniformă  și o asigurare a gustului tipic, boabele se amestecă în mod constant în formă de cerc. După prăjire, boabele de năut obțin o culoare galbenă cu puncte negre. Prin procesul de prăjire, ele devin crocante.
Pulberea de leblebi (leblebi tozu) este utilizată, pe lângă consumul pur (amestec cu zahăr pudră), și la prepararea de deserturi și prăjituri.